# Valle di Kłodzko

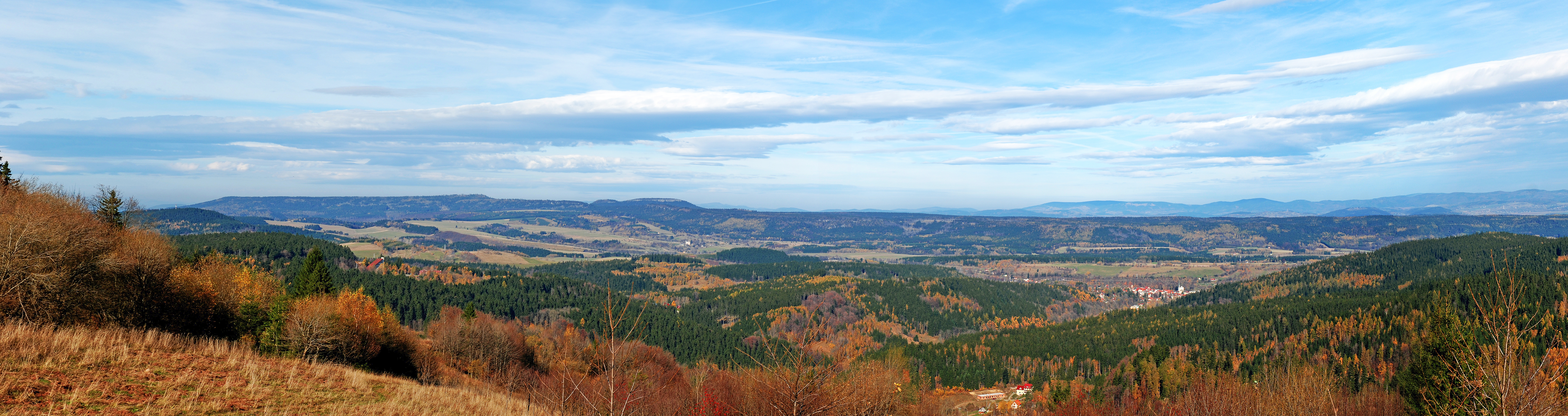
La valle di Kłodzko

La Valle di Kłodzko (in polacco: Kotlina Kłodzka; in lingua ceca: Kladská kotlina; in tedesco: Glatzer Kessel) è un vasto circo glaciale dei monti Sudeti, situato nella parte centrale del Distretto di Kłodzko, nella parte sudoccidentale della Polonia. L'estremità meridionale della valle si prolunga fino alla città di Králíky, nella Repubblica Ceca. Le maggiori città di questa valle sono Kłodzko e Bystrzyca Kłodzka.
In epoca romana, la Via dell'ambra passava attraverso questa valle.

## Aspetti geografici
Sudeti Centrali
     Sudeti Orientali

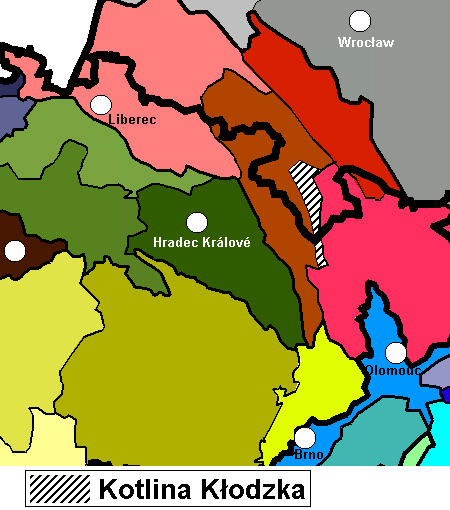
La posizione della valle di Kłodzko tra la Polonia e la Repubblica Ceca
Sudeti Centrali
Sudeti Orientali

La valle si estende per circa 50 chilometri in direzione nord-sud ed è completamente circondata da montagne che ne formano i confini naturali.
A ovest la valle è circondata dai Monti Tavola, dai Monti Bardzkie e dai Monti Bystrzyckie, che fanno parte dei Sudeti Centrali. A est è circondata dai Monti Śnieżnik, Monti Dorati e Monti del Gufo, che fanno parte dei Sudeti Orientali.
I valichi montani di Kudowa-Zdrój/Náchod a ovest e di Międzylesie/Lichkov a sud, mettono in comunicazione la valle di Kłodzko rispettivamente con le città di Náchod e Králíky, nella Repubblica Ceca.
La valle è attraversata dal corso superiore del fiume Nysa Kłodzka che scorre da nord verso sud. Nella valle il fiume riceve le acque degli affluenti Biała Lądecka, Bystrzyca Dusznicka e Ścinawka; il fiume esce poi dalla valle a nordest incuneandosi tra i Monti Bardzkie nei pressi della cittadina di Bardo, nella Bassa Slesia. Il fiume appartiene al bacino del fiume Oder e la valle viene quindi drenata nel Mar Baltico.
La valle è una popolare attrazione turistica sia estiva che invernale; è solcata da numerosi sentieri escursionistici, offre una ampia ospitalità alberghiera e, dato il clima favorevole, in passato vi si trovavano alcuni sanatori.